# Pavetta obovalis
Pavetta obovalis är en måreväxtart som beskrevs av Cornelis Eliza Bertus Bremekamp. Pavetta obovalis ingår i släktet Pavetta och familjen måreväxter. Inga underarter finns listade i Catalogue of Life.